# Kanton Saint-Jean-de-Monts
Saint-Jean-de-Monts is een kanton van het departement Vendée in Frankrijk. Het kanton maakt deel uit van het arrondissement Les Sables-d'Olonne.

## Gemeenten
Het kanton Saint-Jean-de-Monts omvatte tot 2014 de volgende 5 gemeenten:
- La Barre-de-Monts
- Notre-Dame-de-Monts
- Le Perrier
- Saint-Jean-de-Monts (hoofdplaats)
- Soullans

Bij de herindeling van de kantons door het decreet van 17 februari 2014, met uitwerking op 22 maart 2015, werden daar volgende gemeenten uit de opgeheven kantons Beauvoir-sur-Mer en Noirmoutier-en-l'Île aan toegevoegd :
- Barbâtre
- Beauvoir-sur-Mer
- Bouin
- L'Épine
- La Guérinière
- Noirmoutier-en-l'Île
- Notre-Dame-de-Riez
- Saint-Gervais
- Saint-Urbain